# Nicklas Helenius
Nicklas Helenius Jensen (* 8. Mai 1991 in Svenstrup) ist ein dänischer Fußballspieler.

## Karriere

### Verein
Nicklas Helenius hatte mit dem Fußballspielen in der Jugend von Svenstrup-Godthåb IF begonnen, bevor er in die Nachwuchsabteilung von Aalborg BK wechselte. In seinem letzten Jahr kam er auch zu einigen Einsätzen für die zweite Mannschaft, bei denen er auch zwei Treffer erzielte.
Er kam am 16. Mai 2010 zu seinem Debüt im Profifußball, als er am 33. Spieltag der Superligaen gegen HB Køge in der 78. Minute für Mathias Wichmann eingewechselt wurde. Helenius und drei andere Spieler gehörten fortan in der neuen Saison zum Profikader. Im Juni 2010 verlängerte er seine Vertragslaufzeit bis 2014. Ende August 2010 nahm er mit der zweiten Mannschaft an einem Reservemannschaftsturnier teil. Im Spiel gegen den Ligakonkurrenten Silkeborg IF erzielte er ein Tor. Sein erstes Punktspieltor erzielte er am 12. September 2010 am achten Spieltag gegen AC Horsens, nachdem er in der 77. Minute für Jones Kusi-Asare eingewechselt worden war und in der Nachspielzeit zum 2:3-Endstand traf. Trotz eines Stammplatzes und eines guten Eindruckes beim Trainer sagte Helenius, dass er noch hart an sich arbeiten müsse. In der Saison 2010/11 spielte sein Verein gegen den Abstieg; Helenius kam zu insgesamt 29 Einsätzen und fünf Treffern. Auch in der folgenden Saison war er Stammspieler. In 32 Spielen erzielte er 14 Treffer und belegte den zweiten Platz in der Torjägerliste hinter Dame N’Doye.
Zur Rückrunde der Saison 2015/16 wurde Helenius bis Saisonende an den deutschen Zweitligisten SC Paderborn 07 verliehen. Beim 1:1 im Ostwestfalen-Derby bei Arminia Bielefeld am 22. Spieltag der Saison 2015/16 erzielte er sein erstes Tor in der zweiten Bundesliga.
In der Saison 2016/17 lief Helenius als Leihspieler für Silkeborg IF in der Superliga auf. Im Sommer 2017 wechselte er zu Odense BK, wo er zwei Jahre blieb. Danach spielte er für Aarhus GF, von wo er im Januar 2021 erneut zu Silkeborg wechselte. Seit Januar 2023 steht er bei Aalborg BK unter Vertrag. Nachdem er zum Ende der Saison 2022/23 Saison mit seiner Mannschaft abgestiegen war, schaffte Helenius in der Saison 2023/24 mit Aalborg den direkten Wiederaufstieg.

### Nationalmannschaft
Zu Beginn des Jahres kam er für die dänische U-21-Nationalmannschaft zum Einsatz. Sein Debüt absolvierte er am 20. Januar 2011 er beim 3:0-Sieg gegen Katar in der Anfangself; zu Beginn der zweiten Halbzeit wurde er für Matti Lund Nielsen ausgewechselt. Am 6. September 2011 erzielte er in der Qualifikation zur U-21-Fußball-Europameisterschaft 2013 seinen ersten Treffer. Im ersten Spiel beim 3:0-Sieg gegen Nordirland traf er zum 1:0.
Am 28. März 2011 debütierte er für die dänische U-20-Nationalmannschaft, als er gegen die Altersklassenkontrahenten aus Portugal antrat. Bei seinem Einstand kam er von Anfang an zum Einsatz und wurde in der 79. Minute für Şaban Özdoğan ausgewechselt. Am 31. Mai 2011 erzielte er seinen ersten Treffer für die Altersklasse beim 2:1-Sieg gegen Österreich mit dem Tor zum 1:0. Dieses Spiel war sein zweiter und letzter Einsatz für die U-20.
Für Dänemarks A-Nationalmannschaft kam Helenius zum ersten Mal am 15. August 2012 zum Einsatz. Bei einer 1:3-Freundschaftsspielniederlage gegen die Slowakei wurde er zur zweiten Halbzeit für Nicklas Bendtner eingewechselt.